# Phalacrocorax capillatus
Phalacrocorax capillatus là một loài chim trong họ Phalacrocoracidae.